# 97 TCN
Năm 97 TCN là một năm trong lịch Julius. 